# Off He Goes
«Off He Goes» es la sextas canción y tercer sencillo promocional del álbum No Code, realizado por el grupo de rock Pearl Jam en 1996. "Off He Goes" alcanzó el lugar número #31 en la lista Modern Rock Tracks de Billboard. La canción será incluida en el álbum recopilatorio de grandes éxitos de la banda Rearviewmirror: Greatest Hits 1991-2003.
En una reseña del álbum "No Code" que apareciera en la revista Allmusic, "Off He Goes" fue calificada como una de las canciones del álbum que "[era] igual a las primeras piezas maestras del grupo."
En interpretaciones en vivo, la canción ha sido incluida de mejor forma en sets acústicos de la banda, como en el concierto del 11 de junio de 2003 en Mansfield, Massachusetts.

## Significado de la letra
La historia de "Off He Goes" relata acerca de un amigo que periódicamente hace visitas al protagonista de la historia. El amigo es alguien famoso, y a veces la vieja amistad puede ser reconstruida a pesar de las consecuencias de esa fama, y hay veces que no. En una entrevista, Eddie Vedder reveló que él mismo es el amigo de la historia. Es de recordar también que en un concierto de Pearl Jam, celebrado en Katowice, Polonia, el 16 de junio de 2000, Vedder dijera antes de iniciar la canción que "this is about being friends with an asshole", mientras se señalaba a sí mismo.

## Formatos y listas de canciones
Toda la información está tomada de varias fuentes.
Todas las canciones están acreditadas a Eddie Vedder:
- Sencillo en CD (Australia)
  1. «Off He Goes» – 5:59
  2. «Dead Man» – 4:15
    - No Lanzada previamente

- Sencillo en Vinilo de 7" (Estados Unidos)
  1. «Off He Goes» – 5:59
  2. «Dead Man» – 4:15
    - No Lanzada previamente